# David Bryan

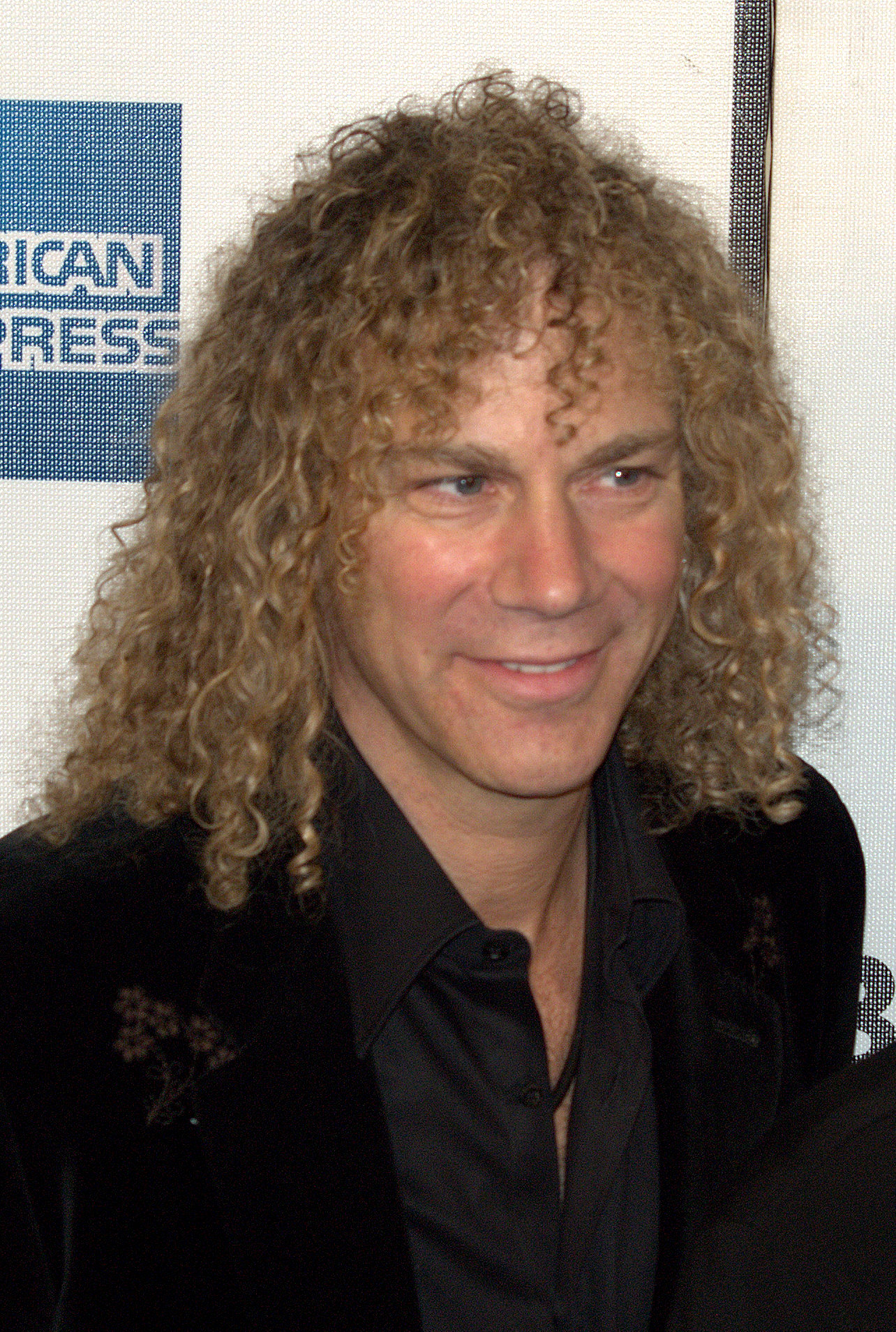
David Bryan, 2009.

David Bryan Rashbaum (David Bryan) (Edison (New Jersey), 7 februari 1962) is een Amerikaans popmusicus.
Op zijn zestiende jaar ontmoette hij John Bongiovi (Jon Bon Jovi), met wie hij tot op de dag van vandaag in bands zou blijven spelen.
Vanaf 1983 is David Bryan permanent lid en medeoprichter van de rockband Bon Jovi, de band van zijn goede vriend Jon Bon Jovi. Hij verzorgt keyboard en piano.

Naast zijn werk voor Bon Jovi, produceerde hij ook solo-projecten en in 1999 zijn enige soloalbum: "Lunar Eclipse".
In 1990 trouwde hij met April McLean. Samen kregen zij drie kinderen: Colton en Gabrielle (tweeling; 1994) en TigerLily.